# El quinto elefante
El Quinto Elefante es la vigésimo cuarta novela de Mundodisco, de la saga de Terry Pratchett. En esta Sam Vimes tiene que ir a la región de Überwald, en calidad de embajador (y negociador de tratados) con el que va a ser el nuevo Bajo Rey, (el rey de los enanos). En este libro se introduce el Sistema de Clacks, un sistema de telegrafía óptica de larga distancia en el Disco.

## Argumento
Los disturbios entre los enanos de Ankh-Morpork se multiplican, debido a que pronto se coronará un nuevo Bajo Rey (el rey de todos los enanos). Y por primera vez, este no sería un enano  'drudak'ak' , un enano conservador, guardianes de la ley enanil, y que no salen a la luz del sol; y de poder evitarlo a la superficie (se dice en el libro, que la traducción aproximada de druadak'ak es "no salen mucho al aire libre"). Estos creen que la forma drudak'ak es la única forma en la que un verdadero enano debe comportarse, y por lo que al aparecer estos en la ciudad, sumado a la elección del nuevo Bajo Rey, se produce una gran distensión entre estas dos maneras de vivir. 
Vuestra Gracia el duque de Ankh-Morpork, Sir Samuel Vimes, comandante de la Guardia de la Ciudad es enviado a la coronación en calidad, de representante diplomático de la ciudad de Ankh-Morpok, luego de que el diplomático asignado a Überwald sea asesinado misteriosamente. Con él van Detritus, el sargento troll de la guardia, Cherry Pequeñotrasero (Jovial Culopequeño en castellano), una enana (que muestra abiertamente que ella pertenece al género femenino, algo bastante inapropiado según los drudak'ak), Angua von Überwald una mujer lobo (aunque esta desaparece poco antes de que la delegación salga hacia Überwald), y un representante de la oficina del Patricio, Iñigo Escupemadera, un miembro del Gremio de Asesinos de Ankh-Morpork.
Una vez en Überwald, las relaciones con los enanos, vampiros y hombres lobos, prueban ser muy diferentes a las reacciones esperadas en la ciudad de Ankh-Morpok. Y como siempre, ahí donde es enviado Samuel Vimes, es que se ha cometido algún crimen importante. En este caso, ha desaparecido el Bollo del destino, un cojín de pan sobre el cual el Bajo Rey se sienta para emitir los dictámenes del kruk (la ley enana) y el símbolo real enanil más importante, también conocida como “la cosa y el Todo”. 
Mientras tanto, Zanahoria Fundidordehierroson con la ayuda de Gaspode, se lanza en la persecución de Angua, quien quiere detener a su descontrolado hermano Wolfgang (también un hombre lobo), nativo de la misma ciudad de Überwald hacia donde se dirige la comitiva. La desaparición de Zanahoria de la guardia, deja al siguiente oficial en la jerarquía a cargo de la guardia...Fred Colon, al cual el cargo le hace mal, volviéndolo paranoico y excesivamente estricto, provocando muchas problemas dentro de la guardia. 
La novela da muchos detalles de la sociedad de los hombres-lobo, incluyendo el concepto de yennorks (hombres lobos que no pueden transformase, y que quedan en su forma de hombre o lobo permanentemente). También se ve detallada la sociedad enanil.

## Traducciones
- Петият слон (Pětijat Slon)(Búlgaro)
- Pátý elefant (Checo)
- De vijfde olifant (Holandés)
- Viies elevant (Estonio)
- Viides elefantti (Finlandés)
- Le Cinquième éléphant (Francés)
- Der fünfte Elefant (Alemán)
- Piąty Elefant (Polaco)
- Пятый элефант (Ruso)
- Den femte elefanten (Sueco)